# Angola ai Giochi della XXVIII Olimpiade
L'Angola partecipò ai Giochi della XXVIII Olimpiade, svoltisi ad Atene, Grecia, dal 13 al 29 agosto 2004, con una delegazione di 31 atleti impegnati in cinque discipline.

## Delegazione
| Sport            | Uomini | Donne | Totale |
| ---------------- | ------ | ----- | ------ |
| Atletica leggera | 1      | 1     | 2      |
| Judo             | -      | 1     | 1      |
| Nuoto            | 1      | -     | 1      |
| Pallacanestro    | 12     | -     | 12     |
| Pallamano        | -      | 15    | 15     |
| Totale           | 14     | 17    | 31     |

## Risultati

### Atletica leggera
| Q | Qualificato al turno successivo per la Classifica in qualificazione                                                          |
| q | Qualificato per il turno successivo per ripescaggio o, negli eventi su campo, conquistando la misura minima per qualificarsi |

Maschile
Eventi su pista e strada
| Atleta        | Evento   | Finale    | Finale     |
| Atleta        | Evento   | Risultato | Classifica |
| ------------- | -------- | --------- | ---------- |
| João N'Tyamba | Maratona | 2h23'56"  | 53º        |

Femminile
Eventi su pista e strada
| Atleta    | Evento       | Batteria  | Batteria   | Semifinale      | Semifinale      | Finale          | Finale          |
| Atleta    | Evento       | Risultato | Classifica | Risultato       | Classifica      | Risultato       | Classifica      |
| --------- | ------------ | --------- | ---------- | --------------- | --------------- | --------------- | --------------- |
| Rosa Saul | 1500 m piani | dns       | -          | non qualificata | non qualificata | non qualificata | non qualificata |

### Judo
Femminile
| Atleta          | Evento | Preliminari                 | 16-esimi                 | Ottavi               | Quarti               | Semifinali           | Ripescaggio          | Finale               | Pos.            |
| Atleta          | Evento | Avversario Punteggio        | Avversario Punteggio     | Avversario Punteggio | Avversario Punteggio | Avversario Punteggio | Avversario Punteggio | Avversario Punteggio | Pos.            |
| --------------- | ------ | --------------------------- | ------------------------ | -------------------- | -------------------- | -------------------- | -------------------- | -------------------- | --------------- |
| Antónia Moreira | -70 kg | Hernández (CUB) V 1010–0000 | Kim Rm (PRK) P 0010–1001 | non qualificata      | non qualificata      | non qualificata      | non qualificata      | non qualificata      | non qualificata |

### Nuoto
Maschile
| Atleta      | Evento         | Batteria  | Batteria   | Semifinale      | Semifinale      | Finale          | Finale          |
| Atleta      | Evento         | Risultato | Classifica | Risultato       | Classifica      | Risultato       | Classifica      |
| ----------- | -------------- | --------- | ---------- | --------------- | --------------- | --------------- | --------------- |
| Luis Matias | 100 m farfalla | 58"92     | 57º        | non qualificato | non qualificato | non qualificato | non qualificato |

### Pallacanestro
| Squadra            | Torneo          | Girone               | Girone               | Girone               | Girone               | Girone               | Girone | Quarti di finale     | Semifinali           | Finale               | Pos. |
| Squadra            | Torneo          | Avversario Punteggio | Avversario Punteggio | Avversario Punteggio | Avversario Punteggio | Avversario Punteggio | Pos.   | Avversario Punteggio | Avversario Punteggio | Avversario Punteggio | Pos. |
| ------------------ | --------------- | -------------------- | -------------------- | -------------------- | -------------------- | -------------------- | ------ | -------------------- | -------------------- | -------------------- | ---- |
| Nazionale maschile | Torneo maschile | Lituania P 73–78     | Australia P 59–83    | Porto Rico P 80–83   | Grecia P 56–88       | Stati Uniti P 53-89  | 6ª     | non qualificati      | non qualificati      | non qualificati      | 12ª  |

### Pallamano
| Squadra             | Torneo           | Girone               | Girone                | Girone               | Girone               | Girone | Quarti di finale     | Semifinali           | Finale               | Pos. |
| Squadra             | Torneo           | Avversario Risultato | Avversario Risultato  | Avversario Risultato | Avversario Risultato | Pos.   | Avversario Risultato | Avversario Risultato | Avversario Risultato | Pos. |
| ------------------- | ---------------- | -------------------- | --------------------- | -------------------- | -------------------- | ------ | -------------------- | -------------------- | -------------------- | ---- |
| Nazionale femminile | Torneo femminile | Spagna N 24–24       | Corea del Sud P 30–40 | Francia P 21–29      | Danimarca P 22–38    | 5ª     | non qualificate      | non qualificate      | non qualificate      | 9ª   |